# Station Tarnowskie Góry Strzybnica
Station Tarnowskie Góry Strzybnica (vroeger Friedrichshütte O/S) is een spoorwegstation in de Poolse plaats Tarnowskie Góry.